# Ossey-les-Trois-Maisons
Ossey-les-Trois-Maisons és un municipi francès situat al departament de l'Aube i a la regió del Gran Est. L'any 2007 tenia 566 habitants.

## Demografia

### Població
El 2007 la població de fet d'Ossey-les-Trois-Maisons era de 566 persones. Hi havia 218 famílies de les quals 52 eren unipersonals (28 homes vivint sols i 24 dones vivint soles), 63 parelles sense fills, 79 parelles amb fills i 24 famílies monoparentals amb fills.
La població ha evolucionat segons el següent gràfic:
Habitants censats

### Habitatges
El 2007 hi havia 249 habitatges, 225 eren l'habitatge principal de la família, 10 eren segones residències i 14 estaven desocupats. 246 eren cases i 3 eren apartaments. Dels 225 habitatges principals, 159 estaven ocupats pels seus propietaris, 61 estaven llogats i ocupats pels llogaters i 5 estaven cedits a títol gratuït; 11 tenien dues cambres, 35 en tenien tres, 61 en tenien quatre i 118 en tenien cinc o més. 150 habitatges disposaven pel capbaix d'una plaça de pàrquing. A 88 habitatges hi havia un automòbil i a 122 n'hi havia dos o més.

### Piràmide de població
La piràmide de població per edats i sexe el 2009 era:
| Homes | Edats   | Dones |
| ----- | ------- | ----- |
| 0     | 95 o +  | 0     |
| 0     | 90 a 94 | 0     |
| 0     | 85 a 89 | 0     |
| 4     | 80 a 84 | 0     |
| 4     | 75 a 79 | 12    |
| 12    | 70 a 74 | 8     |
| 20    | 65 a 69 | 8     |
| 8     | 60 a 64 | 24    |
| 8     | 55 a 59 | 8     |
| 28    | 50 a 54 | 20    |
| 24    | 45 a 49 | 24    |
| 20    | 40 a 44 | 20    |
| 16    | 35 a 39 | 24    |
| 20    | 30 a 34 | 12    |
| 16    | 25 a 29 | 16    |
| 16    | 20 a 24 | 4     |
| 32    | 15 a 19 | 28    |
| 12    | 10 a 14 | 40    |
| 8     | 5 a 9   | 20    |
| 4     | 0 a 4   | 16    |

## Economia
El 2007 la població en edat de treballar era de 351 persones, 260 eren actives i 91 eren inactives. De les 260 persones actives 227 estaven ocupades (128 homes i 99 dones) i 34 estaven aturades (9 homes i 25 dones). De les 91 persones inactives 35 estaven jubilades, 27 estaven estudiant i 29 estaven classificades com a «altres inactius».

### Ingressos
El 2009 a Ossey-les-Trois-Maisons hi havia 229 unitats fiscals que integraven 561,5 persones, la mediana anual d'ingressos fiscals per persona era de 17.463 €.

### Activitats econòmiques
Dels 9 establiments que hi havia el 2007, 1 era d'una empresa de fabricació d'altres productes industrials, 2 d'empreses de construcció, 2 d'empreses de comerç i reparació d'automòbils, 3 d'empreses de transport i 1 d'una empresa d'informació i comunicació.
Dels 2 establiments de servei als particulars que hi havia el 2009, 1 era un paleta i 1 lampisteria.
L'any 2000 a Ossey-les-Trois-Maisons hi havia 13 explotacions agrícoles que ocupaven un total de 1.450 hectàrees.

## Equipaments sanitaris i escolars
El 2009 hi havia 1 escola maternal i 1 escola elemental.

## Poblacions més properes
El següent diagrama mostra les poblacions més properes.